# Jin Se-yeon
Jin Se-yeon, pseudonimo di Kim Yoon-jung (김윤정?; Seul, 15 febbraio 1994), è un'attrice sudcoreana.

## Filmografia

### Cinema
- White - Jeoju-ui melody (화이트: 저주의 멜로디), regia di Kim Gok e Kim Sun (2011)
- Sarangman-ui eon-eo (사랑만의 언어) (2014)
- Ai ferri corti (위험한 상견례 2?, Wiheomhan sanggyeonrye 2LR), regia di Kim Jin-young (2015)
- Operation Chromite (인천상륙작전?, Incheon sangnyuk jakjeonLR), regia di John H. Lee (2016)

### Televisione
- Gwaenchanh-a, appa ttal (괜찮아, 아빠 딸) – serial TV (2010-2011)
- Jjakpae (짝패) – serial TV (2011)
- Club Billitis-ui ttaldeul (클럽 빌리티스의 딸들), regia di Han Joon-seo – film TV (2011)
- Nae ttal Kkot-nim-i (내 딸 꽃님이) – serie TV (2011-2012)
- Gaksital (각시탈) – serie TV (2012)
- Daseotsongarak (다섯손가락) – serie TV (2012)
- Gamgyeok sidae: Tusin-ui tansaeng (감격시대) – serie TV (2014)
- Doctor ibang-in (닥터 이방인) – serie TV (2014)
- Gopumgyeok jjaksarang (고품격 짝사랑?) – webserie (2015-2016)
- Okjunghwa (옥중화?) – serial TV (2016)

## Riconoscimenti
| Anno | Premio                                  | Categoria                                           | Opera nominata      | Risultato       |
| ---- | --------------------------------------- | --------------------------------------------------- | ------------------- | --------------- |
| 2011 | SBS Drama Awards                        | Premio nuova stella                                 | Nae ttal Kkot-nim-i | Vincitore/trice |
| 2012 | Korea Drama Awards                      | Miglior nuova attrice                               | Nae ttal Kkot-nim-i | Candidato/a     |
| 2012 | Korean Culture and Entertainment Awards | Miglior nuova attrice                               | Gaksital            | Candidato/a     |
| 2012 | K-Drama Star Awards                     | Premio alla recitazione, attrice                    | Gaksital            | Candidato/a     |
| 2012 | KBS Drama Awards                        | Premio all'eccellenza, attrice in un drama seriale  | Gaksital            | Candidato/a     |
| 2012 | KBS Drama Awards                        | Miglior nuova attrice                               | Gaksital            | Vincitore/trice |
| 2012 | KBS Drama Awards                        | Premio miglior coppia (con Joo Won)                 | Gaksital            | Candidato/a     |
| 2012 | SBS Drama Awards                        | Premio miglior coppia (con Ju Ji-hoon)              | Daseotsongarak      | Candidato/a     |
| 2014 | APAN Star Awards                        | Premio all'eccellenza, attrice in una miniserie     | Doctor ibang-in     | Candidato/a     |
| 2014 | APAN Star Awards                        | Premio stella popolare                              | Doctor ibang-in     | Vincitore/trice |
| 2014 | SBS Drama Awards                        | Premio all'eccellenza, attrice in un drama speciale | Doctor ibang-in     | Candidato/a     |